# Glochidion pitcairnense
Glochidion pitcairnense là một loài thực vật thuộc họ Phyllanthaceae. Nó chỉ có ở quần đảo Pitcairn và Mangareva ở quần đảo Gambier của Polynésie thuộc Pháp.

## Bị đe doạ
Glochidion pitcairnense hiện đang bị đe dọa vì mất môi trường sống.